# Oostflakkee
Oostflakkee − miasto w Holandii, w prowincji Holandia Południowa. Około 10,1 tys. mieszkańców.